# Kovofiniš
KOVOFINIŠ a.s. je česká strojírenská firma založená v roce 1949. Firma od roku 1951 sídlí v Ledči nad Sázavou.
KOVOFINIŠ je největší český výrobce zařízení pro povrchové úpravy a čistírny odpadních vod. V současné době zaměstnává 450 zaměstnanců ve dvou výrobních závodech v Ledči nad Sázavou .

## Historie
V roce 1949 vznikl strojírenský podnik KOVO-FINIŠ, n.p. se sídlem v Praze. Roku 1950 bylo přemístěno podnikové vedení Kovofiniše z Prahy do závodu původně plánovaného na výrobu plyše a stuh Krimet v Ledči nad Sázavou. Postupně se soustředilo asi 19 odloučených provozoven rozmístěných v Čechách i na Moravě ve výrobních prostorách Kovofiniše. Byla také zahájena spolupráce na konstrukčních a vývojových pracích s Kovotechnou 03. Cílem přesunutí Kovofiniše do Ledče nad Sázavou bylo vyřešit vysokou míru nezaměstnanosti a zvýšit životní úroveň obyvatel. V roce 1951 byla zahájena výroba s vlastním výrobním programem zaměřeným na zařízení pro povrchové úpravy v rozestavěném závodě v Ledči nad Sázavou s 200 zaměstnanci. Postupné dokončování výstavby tovární haly, zahájení výstavby administrativní budovy. Rozšíření výrobní základny začleněním odloučeného výrobního závodu v obci Zahrádka.
Roku 1952 bylo dodáno první zařízení pro povrchovou úpravu - vanové zařízení, stříkací kabina a eloxovací linka pro n.p. Aero Praha. Byla zahájena výroba acetylénových vyvíječů pro Čínskou lidovou republiku. Byl vyroben jeden z prvních galvanizačních automatů v ČSSR vlastní konstrukce - automat pro elektrolytické zinkování nátrubků v NHKG Ostrava. Byla vystavěna kotelna na tuhá paliva, požární zbrojnice, garáže a další provozní objekty. Kovofiniš se tak stal prvním dodavatelem zařízení pro povrchové úpravy a zároveň monopolním dodavatelem v tehdejším Československu.
Roku 1955 proběhla první účast na Mezinárodním strojírenském veletrhu v Brně a v roce 1958 Konstrukčně vývojové oddělení Kovofiniše v plné míře zajistilo konstrukční a vývojové práce pro potřeby podniku. Byla vypracována první typizace vanového zařízení, výroba lakoven pro povrchovou úpravu - motocykly ČZM Strakonice, traktory ZKL Brno, nákladní a osobní automobily n.p. Tatra Kopřivnice, chladničky Calex, vagóny Tatra Studénka, karosérie pro vůz Š 440 Spartak AZNP Mladá Boleslav. Ve spolupráci se zahraničními firmami proběhla realizace některých zakázek - pokovovací automat v AZNP Mladá Boleslav, lakovna automobilů Škoda MB, lakovna autobusů Karosa Vysoké Mýto.

### Investice a úspěchy
60. léta se pro Kovofiniš nesla ve znamení investic do zajištění výrobního zázemí. V tomto období byla vybudována těžká obrobna, truhlárna a závodní jídelna. V roce 1967 Kovofiniš spustil vlastní čistírnu odpadních vod. Roku 1972 získal podnik zlaté medaile na Výstavě patentů a vynálezů v Ženevě pro sadu stříkacích pistolí typu RS, RH a pro vysokotlaké zařízení VYZA 1 a stříbrnou medaili pro pneumatickou brusku BR 2 a plynovou metalizační pistoli AD 1. Roku 1973 získal zlaté medaile na MSV v Brně pro automatickou pokovovací linku a v roce 1975 získal zlaté medaile na MSV v Brně pro linku na elektrolytické chromování a lakování.
Koncem 80. let KOVOFINIŠ zaměstnával 2100 zaměstnanců. 

### Po sametové revoluci
V roce 1991 přišla privatizace a přeměna podniku KOVO-FINIŠ n.p. na KOVOFINIŠ a.s. V důsledku uvolnění tržního prostředí došlo k velmi výraznému odchodu vysoce kvalifikovaných odborníků z podniku, kteří založili vlastní firmy s podobným výrobním programem. KOVOFINIŠ tak ztratil monopolní postavení na trhu se zařízením pro povrchové úpravy. Ve stejném období se od KOVOFINIŠE oddělila sekce stříkací techniky a vznikla firma EST, Ekonomická stříkací technika s.r.o. Koncem 90. let již KOVOFINIŠ nebyl schopen držet krok s konkurencí a dostal se do existenčních problémů.  Pro zachování chodu podniku byl KOVOFINIŠ nucen odprodat divizi na výrobu nerezových sudů SUDEX německé firmě Schäfer Werke.
V roce 1998 byl KOVOFINIŠ v konkurzu zakoupen novými majiteli firmami RALCO s.r.o. a AQUACOMP HARD s.r.o. a došlo k přeměně na KOVOFINIŠ KF, s.r.o. 

### Po roce 2000
Začátkem nového tisíciletí KOVOFINIŠ zahájil masivní renovaci celého podniku. Došlo k opravám výrobních prostor, renovaci strojního zařízení. KOVOFINIŠ zprovoznil vlastní práškovou lakovnu včetně předúprav povrchů. V areálu firmy byla spuštěna nová galvanická linka a došlo k modernizaci neutralizační stanice. V tomto období se KOVOFINIŠ specializoval na dodávku lakoven, hutních úpravárenských linek a díky širokým výrobním možnostem také na kooperaci ve strojní výrobě.
V roce 2008 se jediným majitelem firmy stala firma AQUACOMP HARD s.r.o. V roce 2017 došlo k fúzi obou podniků pod společné jméno KOVOFINIŠ s.r.o. Společnost KOVOFINIŠ nadále zůstala největším českým dodavatelem zařízení pro povrchové úpravy v České republice.

## Produkty
Kovofiniš vyvíjí, vyrábí a dodává následující produkty:
- Linky povrchových úprav: galvanické, elektrochemické a chemické povrchové úpravy
- Čistírny odpadních vod: čištění odpadních vod z průmyslových provozů
- Vakuové odparky
- Linky pro lakování ponorem: lakování máčením a elektroforézou (ATL a KTL)
- Lakovací linky a kabiny: lakování stříkáním vodouředitelných, ředidlových a práškových barev

Hlavní odběratelé:
- Automobilový průmysl
- Letecký průmysl
- Průmysl povrchových úprav
- Strojírenský průmysl

## Význam firmy pro region
KOVOFINIŠ byl prvním českým výrobcem zařízení pro povrchové úpravy. A položil tak základy dalšímu vývoji těchto technologií. Díky monopolnímu postavení podniku před rokem 1989 byl KOVOFINIŠ jediným dodavatelem zařízení pro povrchové úpravy v Československu. Proto celá řada odborníků na povrchové úpravy po celé republice pochází právě z Kovofiniše.
Ledeč nad Sázavou je celosvětově proslulá výrobou zařízení pro povrchové úpravy a povrchařinou obecně. Porevoluční rozpad Kovofiniše vedl ke vzniku celé řady menší firem s obdobným výrobním programem.
Díky přítomnosti firmy došlo k velkému rozvoji Ledče nad Sázavou. Mezi lety 1950 a 1980 se více než zdvojnásobil počet obyvatel města. Celá řada z nich našla uplatnění v Kovofiniši. V tomto období KOVOFINIŠ zaměstnával více než 2000 zaměstnanců zejména za řad obyvatel Ledče nad Sázavou a okolí.
V roce 1955 KOVOFINIŠ založil Odborné učiliště v Ledči nad Sázavou. Odborné učiliště bylo zaměřeno na strojírenské obory. Obor Úpravář kovů byl první a zároveň jediný v celém Československu 

## Další aktivity firmy

### Hrad Ledeč nad Sázavou
Kovofiniš je spolumajitelem firmy Hrad Ledeč nad Sázavou s.r.o., která spravuje hrad v Ledči nad Sázavou. Kovofiniš se podílí i na rekonstrukci celého areálu hradu.

### FK Kovofiniš
Od 90. let je KOVOFINIŠ hlavním partnerem fotbalového klubu FK Kovofiniš v Ledči nad Sázavou.